# Irgıllı, Çivril
Irgıllı là một thị trấn thuộc huyện Çivril, tỉnh Denizli, Thổ Nhĩ Kỳ. Dân số thời điểm năm 2010 là 2.333 người.